# アンデルス・オングストローム
アンデルス・オングストローム（Anders Jonas Ångström [ˈan.ˈdəʂ ˈjuː.ˈnas ˈɔŋ.ˈstrøm]、1814年8月13日-1874年6月21日）は、スウェーデンの天文学者・物理学者である。分光学に基礎を築いた一人である。長さの単位、オングストローム（1オングストローム=1×10-10 m）に名前を残している。 
1839年、ウプサラ大学で物理学の学位を取得。1842年にストックホルム天文台で学んだ後、ウプサラ天文台の職員になった。地磁気を研究し、スウェーデン各地の地磁気の強さと、磁気偏角などの研究を行った。
1858年、アドルフ・スヴァンベルクの後を継いで、ウプサラ大学の物理学教授になった。彼の重要な業績は、熱伝導と、分光学の分野でなされた。1853年には、放電管からの光のスペクトルが、電極の金属と、放電経路の気体成分によるものがあることを示した。
また、1867年にはオーロラの光を分析し、太陽光と異なるスペクトルをもつことも発見した。
1872年、ランフォード・メダルを受賞。

## 家族
息子に、物理学者のクヌート・オングストロームがいる。

## オングストロームにちなんだ名称
エポニムとして、長さの単位であるオングストローム（1Å＝1×10-10m）の他、月のクレーター（Angström）、ウプサラ大学の天文学・数学・エンジニアリングサイエンス学部、そして宇宙科学と化学の研究所等が入った校舎の一部に名前が付けられている。